# Никола Стоїлькович
Никола Стоїлькович (серб. Nikola Stojiljković/Никола Стојиљковић, нар. 17 серпня 1992, Ниш) — сербський футболіст, нападник португальського клубу «Фаренсе». Грав за національну збірну Сербії.

## Клубна кар'єра
У дорослому футболі дебютував 2009 року виступами за команду клубу «Рад», в якій провів три сезони, взявши участь у 25 матчах чемпіонату. 
Своєю грою за цю команду привернув увагу представників тренерського штабу клубу «Чукарички», до складу якого приєднався 2013 року. Відіграв за белградську команду наступні два сезони своєї ігрової кар'єри. Більшість часу, проведеного у складі «Чукаричок», був основним гравцем атакувальної ланки команди та одним з головних бомбардирів команди, маючи середню результативність на рівні 0,34 голу за гру першості.
До складу клубу «Брага» приєднався 2015 року, відразу ставши основним гравцем лінії нападу португальського клубу. З 2017 року припинив потрапляти до планів тренерського штабу «Браги» і наступні три роки провів в орендах, грав за турецький «Кайсеріспор», на батьківщині за «Црвену Звезду», в Іспанії за «Мальорку», а також за португальську «Боавішту».
24 серпня 2020 року перейшов до лав новачка португальської Прімейри клубу «Фаренсе», який викупив половину економічних прав на гравця.

## Виступи за збірні
0 року дебютував у складі юнацької збірної Сербії, взяв участь у 4 іграх на юнацькому рівні, відзначившись одним забитим голом.
Протягом 2013–2014 років залучався до складу молодіжної збірної Сербії. На молодіжному рівні зіграв у 8 офіційних матчах, забив 1 гол.
Згодом протягом 2016—2017 років провів чотири матчі за національну збірну Сербії.

## Досягнення
- Володар Кубка Сербії з футболу (1):

Чукарички: 2014-15
- Володар Кубка Португалії з футболу (1):

Брага: 2015-16